# 熊本市国際交流会館
熊本市国際交流会館（くまもとしこくさいこうりゅうかいかん、英：Kumamoto City International Center、独：Internationales Zentrum der Stadt Kumamoto）は、熊本県熊本市中央区花畑町に建てられた、熊本市の国際化の拠点施設である。1994年（平成6年）9月1日開館。指定管理者制度を採用しており、運営主体は熊本市国際交流会館共同企業体（代表団体：一般財団法人熊本市国際交流振興事業団）。

## 施設

### 建物
- 規模：鉄筋筋骨コンクリート造、地上7階地下2階[1]
- 敷地面積：1,656.65㎡[1]
- 建築面積：1,034.33㎡[1]
- 延床面積：8,439.65㎡[1]

### 設備
- 地下室：多目的室、駐車場
- 1階：エントランスロビー、海外新聞雑誌コーナー、インターネット及びパンフレット・コーナー、BBCニュース（テレビ）、Link Cafe（フェアトレードカフェ）
- 2階：国際交流ラウンジ、ワールドスタディルーム（図書室）、国際交流・海外生活情報コーナー、EPO九州、JICAデスク熊本
- 3階：国際会議室、研修室（3室）
- 4階：会議室（3室）
- 5階：茶道室、和室、談話室、小中会議室、大広間（和室）
- 6-7階：ホール（230名）、控室、ロビー

## 定期的催し物など
- 英語サロン
- ドイツ語サロン
- 韓国文化サロン
- 中国語サロン
- イタリア語を学ぼうサロン（他にフランス語、スペイン語がある）
- 外国を知ろうサロン
- くらしのにほんごくらぶ

上記のほかにも、夏に行われる「火の国まつり・おてもやん総踊り大会」で開催当日に飛び込みで踊れる受付会場と練習場になる事がある。

## 休館日
- 毎月第2、第4月曜日および年末年始（12月29日〜翌年1月3日）
  - 第2、第4月曜日が祝日の場合は翌日の火曜日
  - 施設保守点検のために臨時休館する場合有

## 交通アクセス
- 路面電車
  - 熊本市電　花畑町電停下車、徒歩3分
- バス
  - 九州産交バス、熊本バス、熊本電鉄バス、熊本都市バス　桜町BT下車、徒歩3分

## 周辺施設等
- 熊本城
- 熊本市民会館（市民会館シアーズホーム夢ホール）
- SAKURA MACHI Kumamoto
- 桜の馬場 城彩苑
- 国立病院機構熊本医療センター

## 参考資料
- 熊本市国際交流会館 会館利用案内
- 熊本市国際交流会館 平成26年5月催し物ご案内パンフレット